# Henry M. Leicester
Henry Marshall Leicester (* 22. Dezember 1906 in San Francisco; † 29. April 1991 in Menlo Park) war ein US-amerikanischer Biochemiker und Chemiehistoriker.
Leicester ging  in San Francisco zur Schule und studierte, nachdem er schon mit 16 Jahren seinen High-School-Abschluss gemacht hatte, an der Stanford University Chemie mit dem Bachelor-Abschluss 1927, dem Master-Abschluss 1928 und der Promotion in organischer Chemie 1930. In der Zeit der Großen Depression reiste er viel nach Europa (wo er in Zürich und London forschte), war zeitweise Instructor am Oberlin College, an der Stanford University, der Carnegie Institution in Washington D.C. und der Ohio State University. An letzterer begann er sich für russische Wissenschaftsgeschichte zu interessieren (speziell Chemiegeschichte), korrespondierte mit russischen Wissenschaftlern (reiste aber nie dorthin) und baute eine umfangreiche Bibliothek dazu auf, die er später der Stanford University stiftete. 1951 bis zur Emeritierung 1971 war er Professor für Biochemie an der Dental School der University of the Pacific. Seit den 1940er Jahren war er aktiv in der History Section der American Chemical Society (ACS) und stand dieser 1947 bis 1951 vor.
Er veröffentlichte zu russischen Chemikern im Journal of Chemical Education und in Great Chemists (Interscience 1961) von Eduard Farber und später Biographien von Chemikern für den Dictionary of Scientific Biography und verschiedene Enzyklopädien wie die Encyclopedia Britannica. Er veröffentlichte mehrere Bücher über Chemiegeschichte (darunter eine Quellensammlung) und ein Standardwerk zur Biochemie von Zähnen, wofür er als Experte galt. Er übersetzte auch klassische russische Arbeiten zur Chemie wie die von Michail Wassiljewitsch Lomonossow, für den er in den USA als Experte galt.
In den 1950er und 1960er Jahren war er aktiver Befürworter der Fluorisierung des Trinkwassers zur Zahnprophylaxe gegen Karies und hielt darüber viele Vorträge in Kalifornien.
1962 erhielt er den Dexter Award. Er war einer der Gründer und Herausgeber von Chymia (Annual Studies in the History of Chemistry).
1941 heiratete er Leonore Azevedo (1914–1974) und hatte mit ihr einen Sohn (Henry M. Leicester Jr., Professor für Literatur an der University of California in Santa Cruz) und zwei Töchter.

## Schriften
- The Historical Background of Chemistry, Wiley 1956, Dover 1971, Archive
- mit Mary Elvira Weeks: Discovery of the Elements, Verlag Journal of Chemical Education, 7. Auflage 1968
- Development of Biochemical Concepts from Ancient to Modern Times, Harvard UP, 1974
- Herausgeber und Übersetzer: Mikhail Vasil’evich Lomonosov on the Corpuscular Theory, Harvard UP 1970
- A sourcebook in chemistry 1900-1950, Harvard UP 1968
- mit Herbert S. Klickstein: A sourcebook in chemistry 1400-1900, Mc Graw Hill 1952, Harvard UP 1963
- Biochemistry of the teeth, St. Louis: Mosby 1949

| Personendaten    | Personendaten                                      |
| ---------------- | -------------------------------------------------- |
| NAME             | Leicester, Henry M.                                |
| ALTERNATIVNAMEN  | Leicester, Henry Marshall (vollständiger Name)     |
| KURZBESCHREIBUNG | US-amerikanischer Chemiehistoriker und Biochemiker |
| GEBURTSDATUM     | 22. Dezember 1906                                  |
| GEBURTSORT       | San Francisco                                      |
| STERBEDATUM      | 29. April 1991                                     |
| STERBEORT        | Menlo Park                                         |